# 白山国立公園
白山国立公園（はくさんこくりつこうえん）は、富山県、石川県、福井県、岐阜県の4県にまたがる白山を中心とした国立公園である。

## 概要

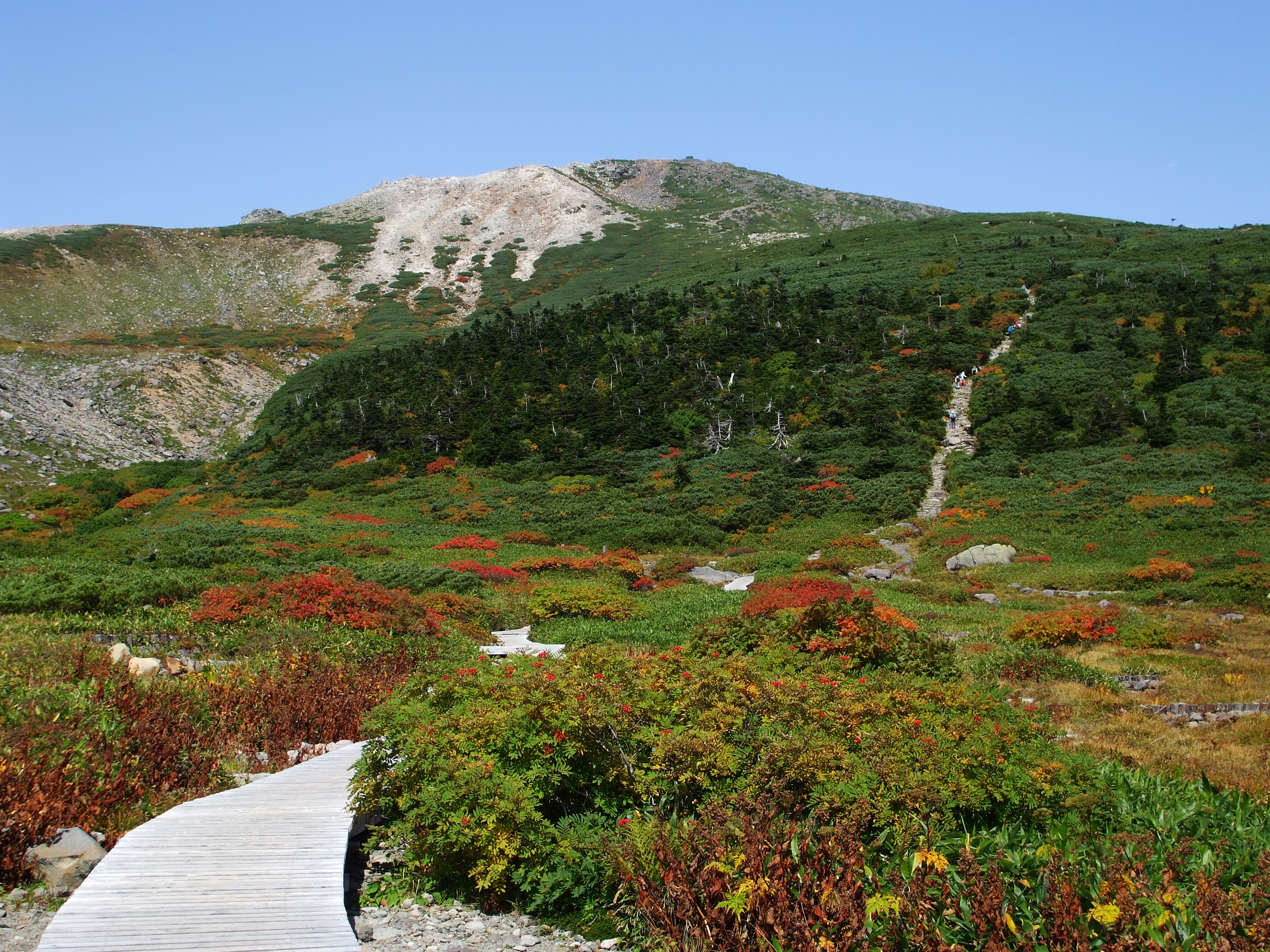
ハイマツ帯の弥陀ヶ原から望む白山、周辺の登山道では木道が敷設され踏みつけによる高山植物への保護が行われている。

1955年（昭和30年）7月1日に白山国定公園として国定公園に指定。1962年（昭和37年）11月12日に国立公園に変更。指定面積は49,900 haで、約66 %が国有地、約37 %がその特別保護地区になっている。
白山の最高峰である標高2,702 mの御前峰（ごぜんがみね）を中心に東西約20 km、南北40 kmに及ぶ両白山地の主要な山域が指定区域である。
白山は泰澄によって717年（養老元年）に開山し、832年（天長9年）に越前・加賀・美濃の三方から白山への登拝道（禅定道）が開かれた。
それぞれの禅定道の起点は、平泉寺白山神社、白山比咩神社、長滝白山神社である。白山の山頂には、718年（養老2年）に建立された白山比咩神社の奥宮がある。
古来から信仰の山とされ、立山、富士山とともに日本三霊山とされている。禅定道の一部は現在も登山道として利用されている。

## 自然
周辺は日本海側に位置する豪雪地帯であり、白山市と白川村は「豪雪地帯対策特別措置法」により特別豪雪地帯に指定されている。
区域外周辺には多数のスキー場がある。山腹では植林開発がされず、日本有数のブナ林が残されている山域である。室堂の下部付近から上は、森林限界のハイマツ帯となっている。
活火山である白山の山頂部には、翠ヶ池（みどりがいけ）、紺屋ヶ池（こんやがいけ）などの大小8個の火口湖や堰止湖がある。
室堂周辺などでは雪解けとともに多くの高山植物が次々と開花する。白山は高山植物の宝庫として知られ、『花の百名山』のひとつである。

### 天然記念物
- 石徹白の大杉 - 美濃禅定道にある国の特別天然記念物。樹齢1,800余年と推定されるスギの古木。
- 岩間の噴泉塔群 - 岩間温泉の上流部にある噴泉塔群

### 動植物

#### 動物
区域の山腹にはブナ林などの天然林が多く、野生の動物が生息している。2009年（平成21年）にはかつては生息していた氷期の生き残りとされる区域で絶滅したライチョウの雌一羽が確認され、北アルプスから飛来したものと推定されている。
- イヌワシ
- ツキノワグマ[6]
- ニホンカモシカ[6] - 1955年に国の特別天然記念物に指定された日本の固有種である。

#### 植物
区域に生育する多数の植物が、国立公園特別地域内指定植物に指定されている。
- クロユリ - 石川県の郷土の花であり[11]、日本有数の群生地である[19]。
- ブナ
- ニッコウキスゲ
- ゴゼンタチバナ - 和名は白山の御前峰に由来する。
- ハクサンコザクラ[6][11] - 古来から信仰の山として登拝されていたことから、分布する20種以上の高山植物の和名に「ハクサン」が付けられている。

### 火山

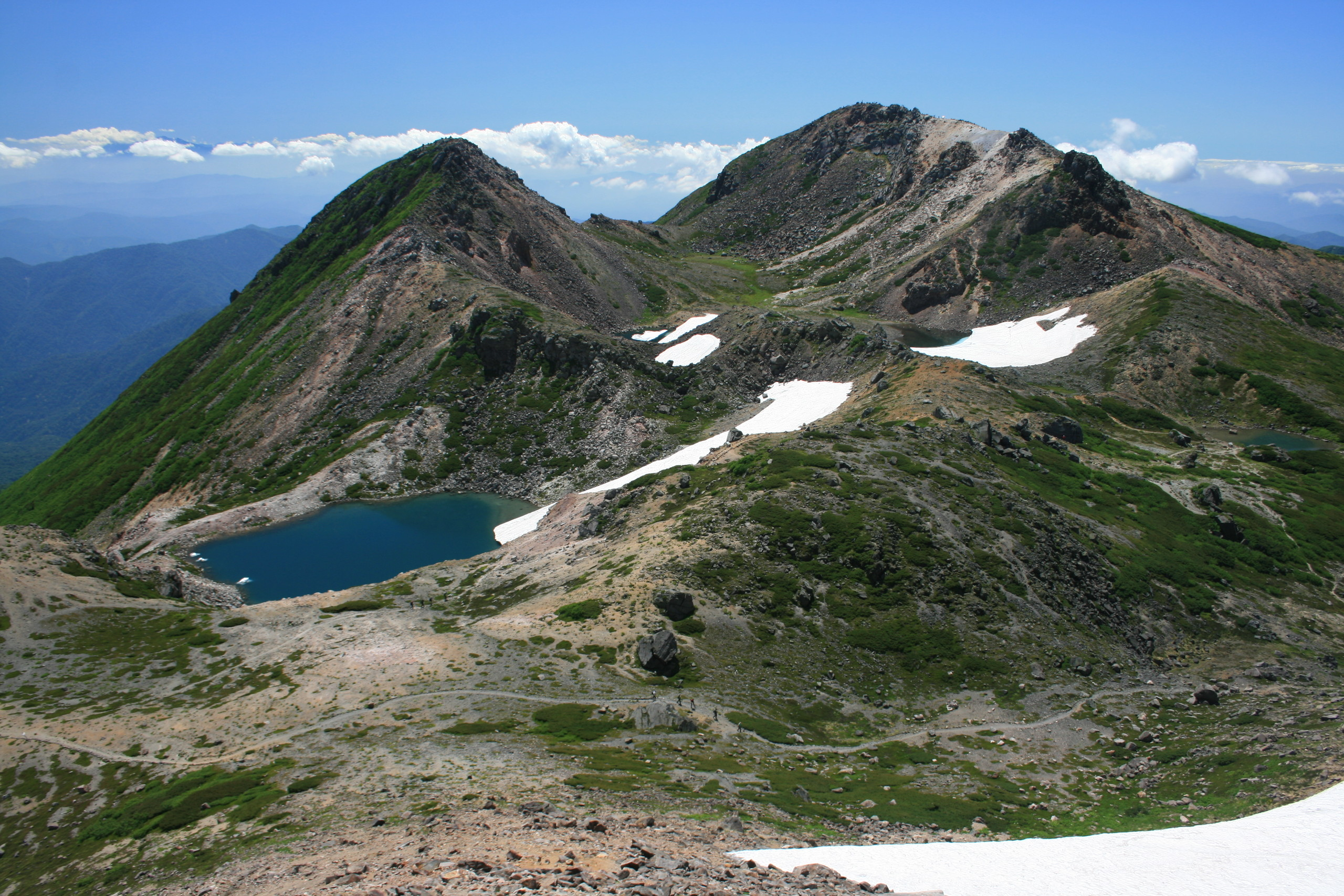
白山山頂部にある火口湖の翠ヶ池（みどりがいけ）

白山は活火山であり、気象庁などが、地震計、空振計、遠望カメラにより火山活動の監視・観測を行っている。
現在、火山活動に特段の変化はなく、噴火警戒レベル1（平常）で火口周辺に影響を及ぼす噴火の兆候は確認されていない。
区域内には、鳩ヶ湯、中宮温泉、岩間温泉、新岩間温泉などの温泉がある。
- 白山 - 1659年（万治2年）の噴火が最近の噴火である[13]。
- 経ヶ岳 - 南東斜面には火口壁が見られる。
- 大日ヶ岳

### 滝

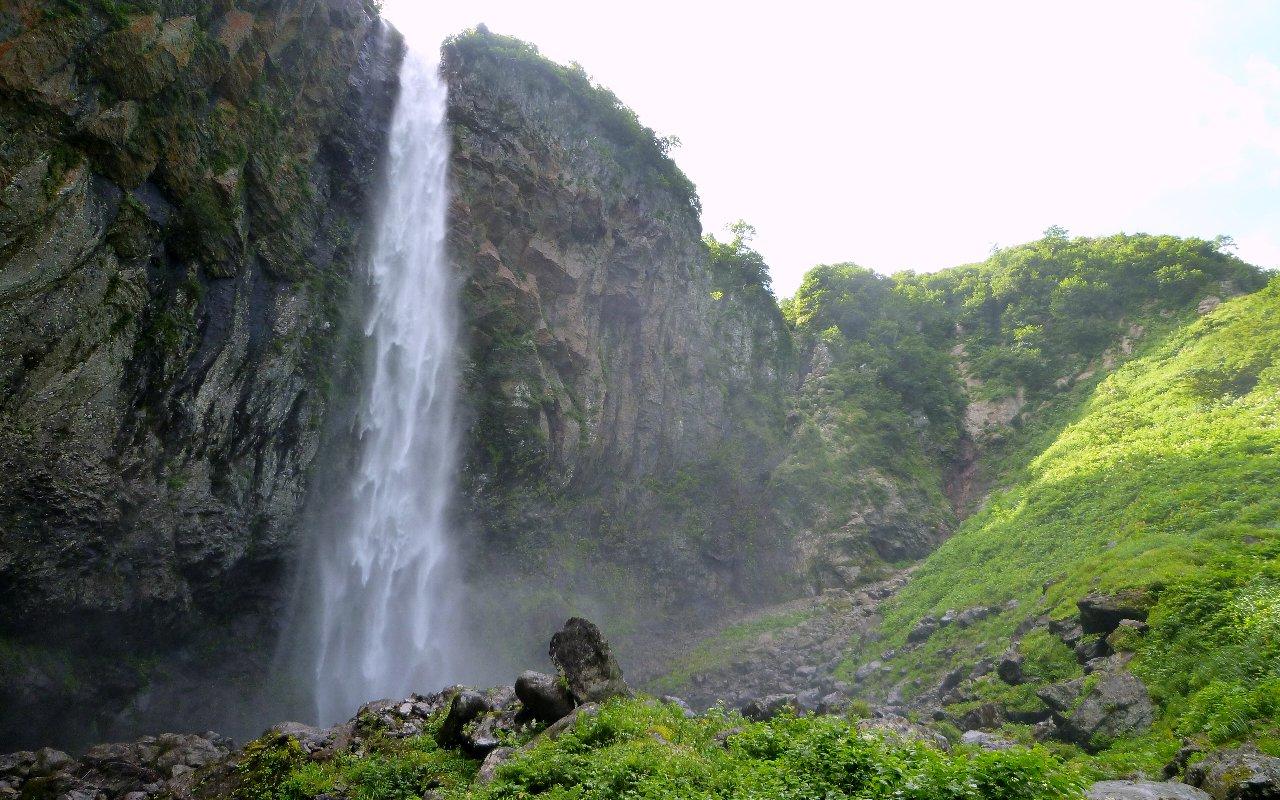
手取川水系の尾添川上流部にある百四丈滝

区域内には日本の滝百選に選定されている「姥ヶ滝」などの滝がある。
- 姥ヶ滝 - 落差111 m、幅41 m
- 百四丈滝 - 落差90 m、幅10 m
- 白水滝 - 落差76 m、幅8 m
- 不動滝 - 柳谷の源流部にある三段の滝
- ふくべの大滝 - 落差86 m
- しりたかの滝

## 環境保護活動
周辺ではオオバコやコマクサなどの外来植物を除去するグリーンワーカー事業として、環境保全事業が行われている。また登山道の入口などで種子防除マットの設置が設置され、入山者数の計測が行われている。
石川県道33号白山公園線の市ノ瀬と別当出合の区間では、登山シーズン中の週末などにマイカー規制が行われている。

## 関連施設

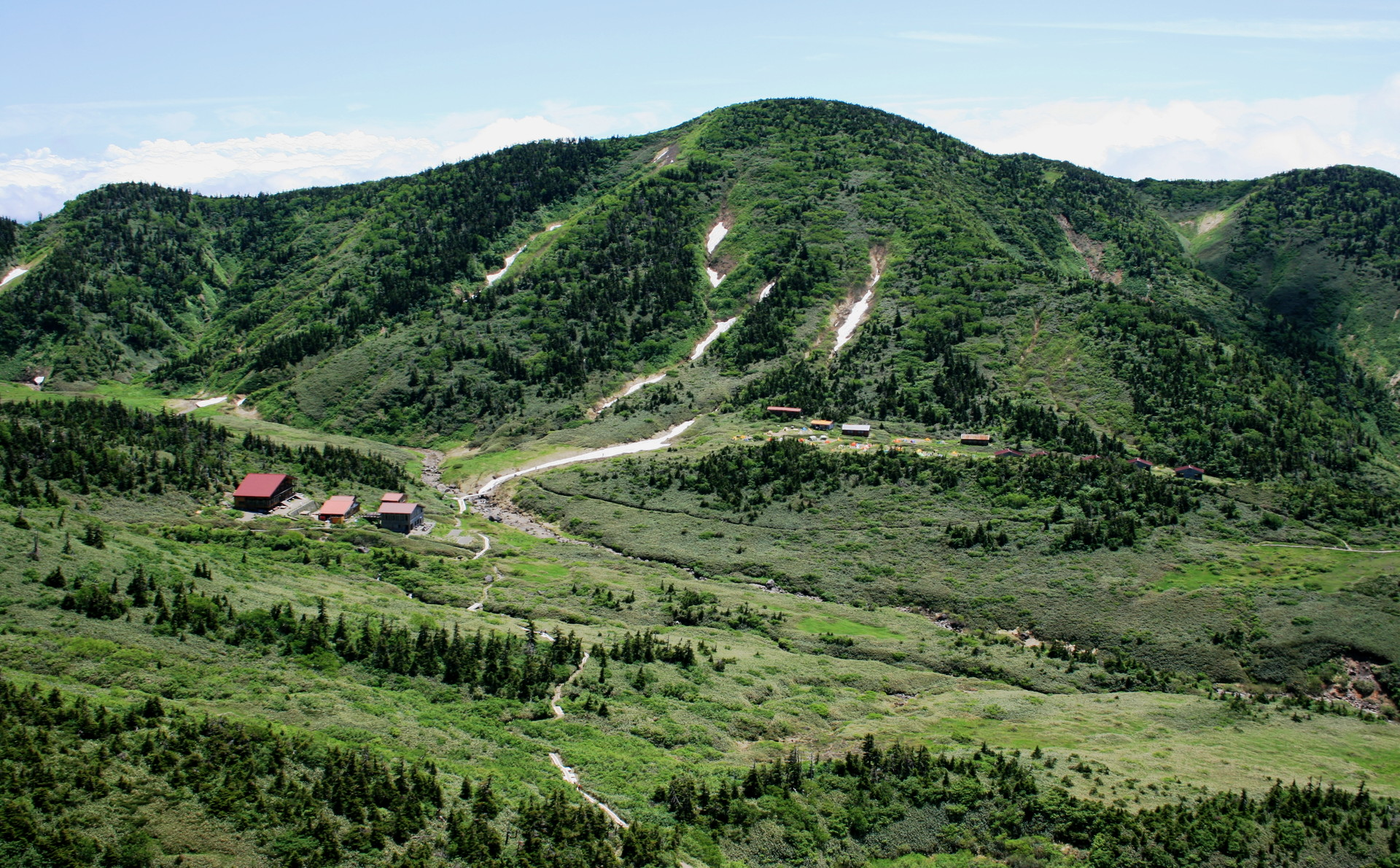
白山と別山との鞍部に、南竜山荘、南竜ヶ馬場野営場と南竜ヶ馬場ビジターセンターが併設されている。国立公園内ではキャンプ指定地以外での幕営は禁止されている。

白山周辺には以下の施設が開設されていて、石川県白山市木滑ヌ4の白山自然保護センターの本庁舎にて白山国立公園の認可業務などを行っている。
- 白山国立公園センター - 白山市白峰にある白山国立公園を紹介する展示施設。
- ブナオ山観察舎 - 白山市尾添のニホンカモシカなどの野生動物を観察するための施設。
- 白山室堂ビジターセンター[11] - 白山の登山者のための収容人数750人の山小屋に併設されている。
- 南竜ヶ馬場ビジターセンター - 白山と別山との鞍部の南竜山荘と南竜ヶ馬場野営場に併設されている。

### ビジターセンター
利用者数は2008年（平成20年）。
| センター名                                         | 設置者       | 所在地                 | 利用者数（人） |
| -------------------------------------------------- | ------------ | ---------------------- | -------------- |
| 市ノ瀬ビジターセンター                             | 環境省       | 石川県白山市白峰ノ35-1 | 18,813         |
| 中宮展示館（白山国立公園中宮温泉ビジターセンター） | 環境省       | 石川県白山市中宮オ9    | 17,838         |
| 桂湖ビジターセンター                               | 上平観光開発 | 富山県南砺市桂         | 6,115          |

### 白山白川郷ホワイトロード
1977年（昭和52年）8月26日に開通した白山スーパー林道（2015年4月1日に名称を「白山白川郷ホワイトロード」に変更）は、区域を横断する唯一の自動車専用道路である。

## 地理

### 関係市町村
- 富山県南砺市
- 石川県白山市
- 福井県大野市、勝山市
- 岐阜県郡上市、高山市、大野郡白川村

### 区域の河川
- 犀川
- 尾添川などの手取川水系

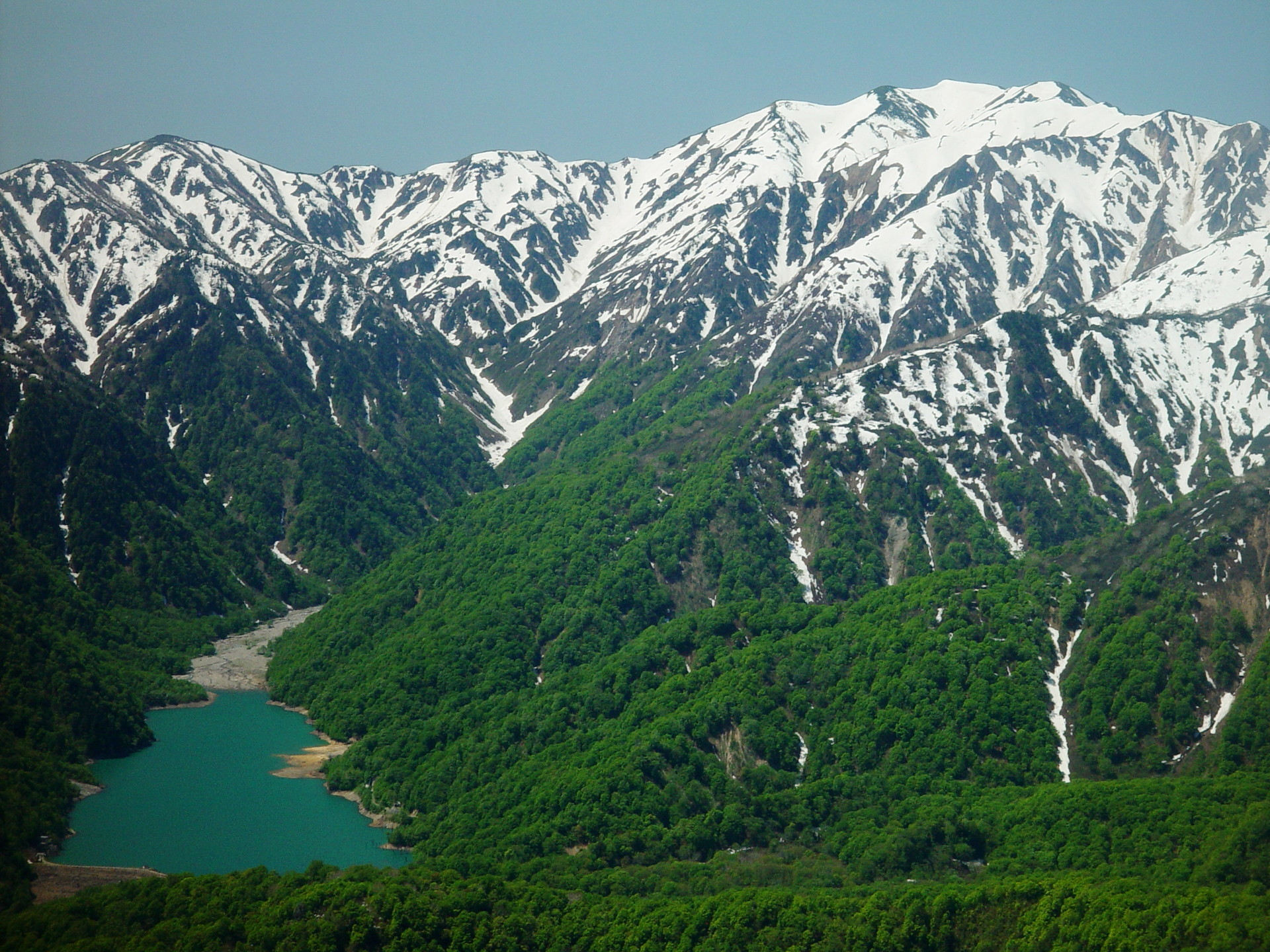
庄川水系の大白川の上流部にある白水湖と別山

- 庄川 - 支流の大白川の上流部には、白水滝と白水湖がある。
- 九頭竜川
- 長良川 - 大日ヶ岳がその源流となる山である。

### 区域内の主な山

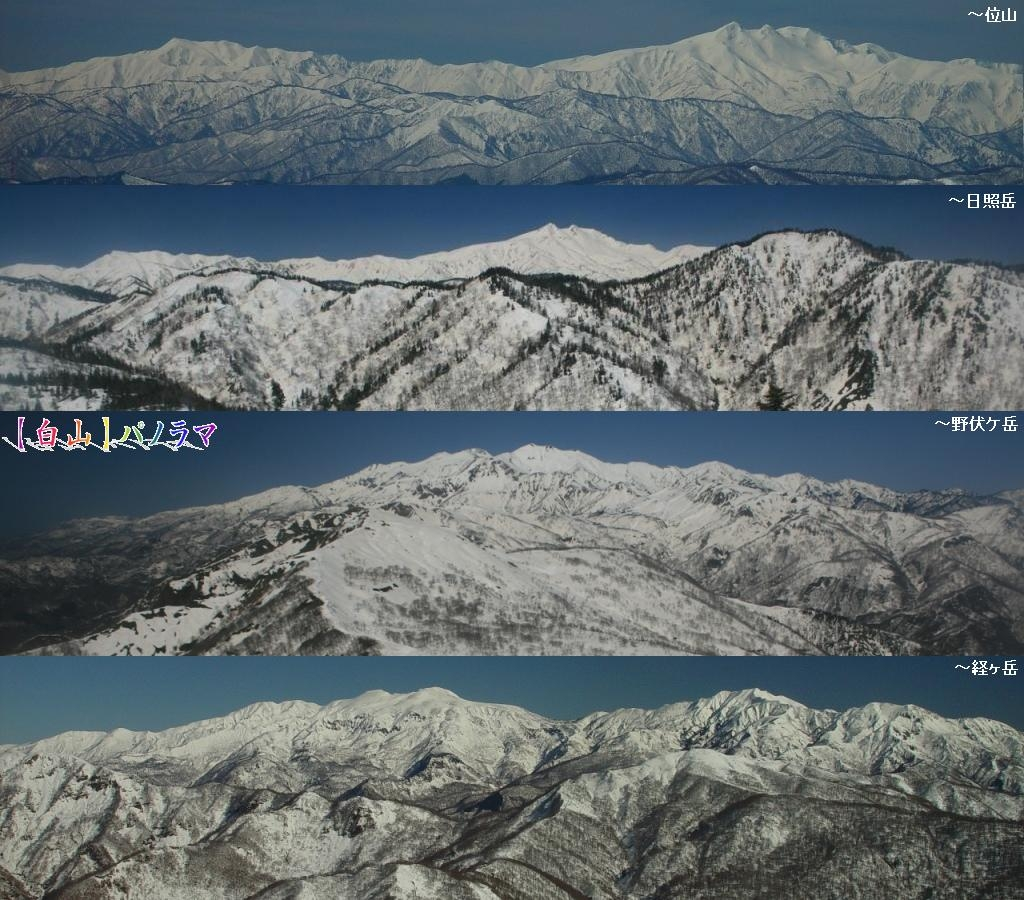
区域は白山周辺の山域
位山から望む
日照岳から望む
野伏ヶ岳から望む
経ヶ岳から望む

両白山地の白山は石川県の最高峰であり、区域には以下の山がある。
| 山容 | 山名            | 標高 (m) | 三角点等級 基準点名 | 白山からの 方角と距離(km) | 備考                                       |
| ---- | --------------- | -------- | ------------------- | ------------------------- | ------------------------------------------ |
|      | 奈良岳          | 1,644.33 | 三等 「三方山」     | 北 20.8                   | 金沢市の最高峰                             |
|      | 大笠山          | 1,821.84 | 一等 「大笠山」     | 北 18.4                   | 日本三百名山                               |
|      | 笈ヶ岳          | 1,841.35 | 三等 「笈岳」       | 北 16.0                   | 日本二百名山                               |
|      | 三方岩岳        | 1,736    |                     | 北北東 13.2               | 日本三百名山                               |
|      | 三方崩山        | 2,058.82 | 二等 「三方崩岳」   | 東北東 8.4                |                                            |
|      | 白山 （御前峰） | 2,702.17 | 一等 「白山」       | 0                         | 石川県の最高峰 両白山地の最高峰 日本百名山 |
|      | 白山釈迦岳      | 2,053.18 | 三等 「釈伽岳」     | 西 3.2                    |                                            |
|      | 別山            | 2,399.35 | 二等 「別山」       | 南 5.6                    |                                            |
|      | 三ノ峰          | 2,128    |                     | 南 7.5                    |                                            |
|      | 赤兎山          | 1,628.66 | 三等 「赤鬼山」     | 南西 13.8                 |                                            |
|      | 経ヶ岳          | 1,625.20 | 二等 「経ケ岳」     | 南西 18.1                 | 日本三百名山                               |
|      | 大日ヶ岳        | 1,708.87 | 一等 「大日ケ岳」   | 南南東 18.1               | 日本二百名山                               |

## その他
2022年（令和4年）、国立公園指定から60周年を迎える記念事業として、石川県知事（当時）の馳浩は同年8月3日に別当出合から白山登山を開始した。8月4日に下山して帰路につく予定であったが、大雨に伴い別当出合からのアクセス道路となっている石川県道33号白山公園線が通行止となり足止めとなった。なお、この日は梯川の氾濫や緊急安全確保が石川県内で発令されたことにより、石川県庁内に災害対策本部が発足したものの、馳は発足時に出席することはできなかった。